# Такуа, Нуа
Нуа Такуа (кириб. и англ. Nooa Takooa; род. 10 марта 1993, Тарава) — спринтер, который представляет Кирибати. Участник Олимпийских игр 2012 года в беге на 100 метров.
На международных соревнованиях дебютировал в 2009 году на чемпионате мира по легкой атлетике в Берлине, где выступил на стометровке. В своём забеге Нуа показал последний результат, однако установив личный рекорд 11,74. Среди всех участников предварительных забегов это время оказалось 85-м, что дало возможность спринтеру из Кирибати опередить пятерых атлетов.
Год спустя Такуа завоевал две медали на чемпионате Кирибати: бронзу на стометровке и серебро на дистанции 200 м. Также он был заявлен на стометровку на первых Юношеских Олимпийских играх в Сингапуре, но на старт не вышел.
В 2012 году Нуа Такуа принимал участие в чемпионате мира в закрытых помещениях на дистанции в 60 метров, где показал личный рекорд — 7,57. Также в 2012 году дебютировал на Олимпийский играх. В Лондоне от стартовал на стометровке. Такуа занял в своём забеге седьмое место (опередив спортсмена из Островов Кука) и показал личный рекорд — 11,53с.

## Результаты
| 2009 | Чемпионат мира             | Берлин   | 85 | 100 м | 11,74     |
| 2010 | Чемпионат Кирибати         | Кирибати | 3  | 100 м | 11,5 (ЛР) |
| 2010 | Чемпионат Кирибати         | Кирибати | 2  | 200 м | 23,7      |
| 2010 | Юношеские Олимпийские игры | Сингапур |    | 100 м |           |